# Juvabion
Juvabion ist eine chemische Verbindung aus der Gruppe der Sesquiterpene. Es wirkt als selektives Juvenilhormon. Juvabion verhindert bei Larven der Gemeinen Feuerwanze (Pyrrhocoris apterus) den Übergang zum Erwachsenenstadium. Die Tiere wachsen anormal in einem zusätzlichen Larvenstadium weiter und sterben dann ab.

## Vorkommen
Es wird von der Balsamtanne gebildet, andere Tannenarten enthalten analoge Terpene zur Abwehr von Insekten.

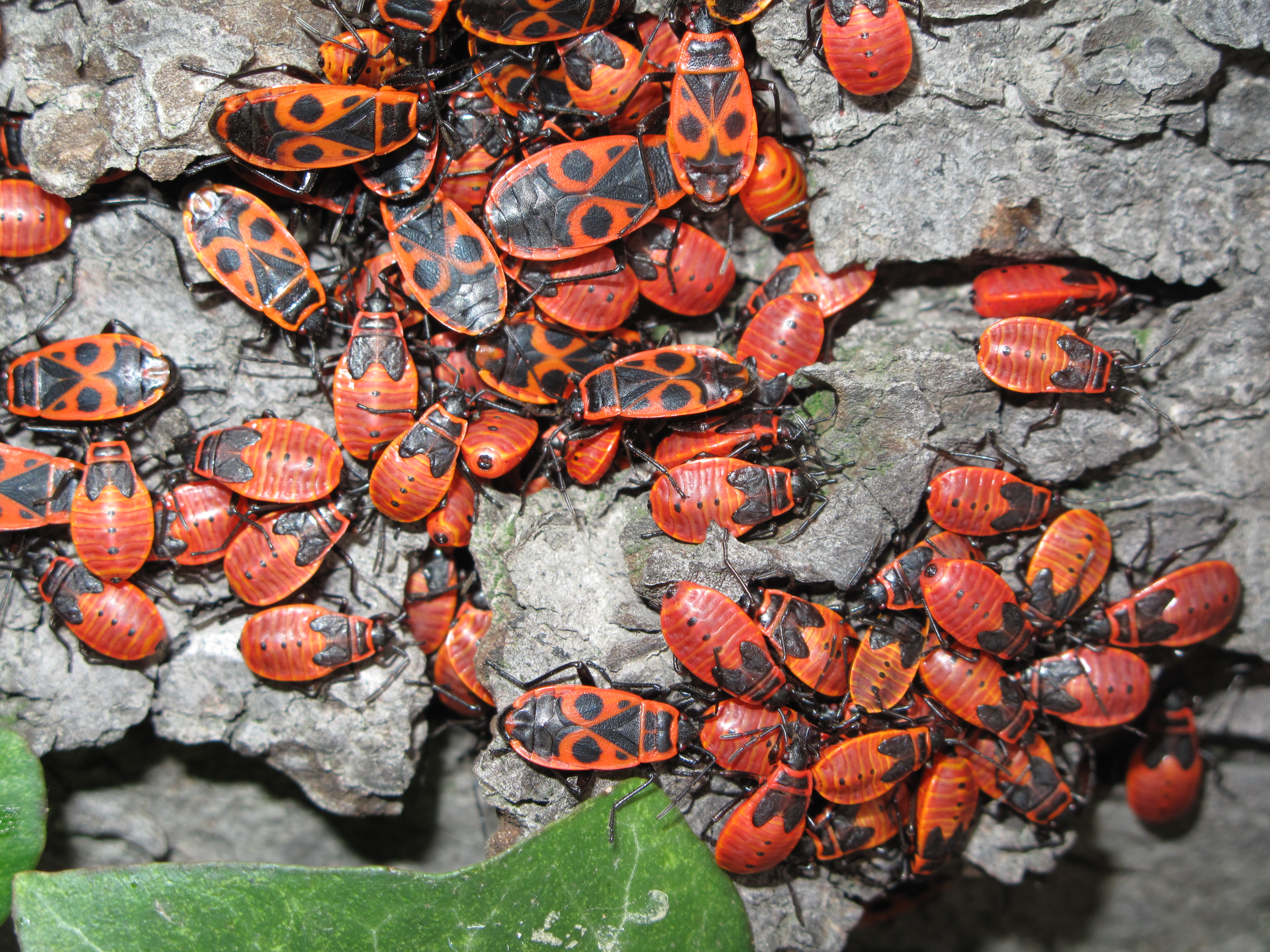
Imagines und Nymphen der Gemeinen Feuerwanze (Pyrrhocoris apterus).

## Geschichte
1965 machten Karel Sláma und Carroll Williams die Zufallsentdeckung, dass Papier aus dem Holz der Balsamtanne effektiv Feuerwanzen fernhält, als Larven, die Sláma von Prag nach Boston mitbrachte, sich nach dem 5. Larvenstadium nicht in die Adultform umwandelten, sondern ein außerordentliches 6. und teilweise sogar 7. Larvenstadium einlegten. Dies konnte auf ein bestimmtes Papiertuch zurückgeführt werden, auf dem die Larven transportiert wurden. Daher gaben sie der Substanz den Namen „Paperfactor“. 1966 wurde (+)-Juvabion erstmals isoliert.

## Biosynthese

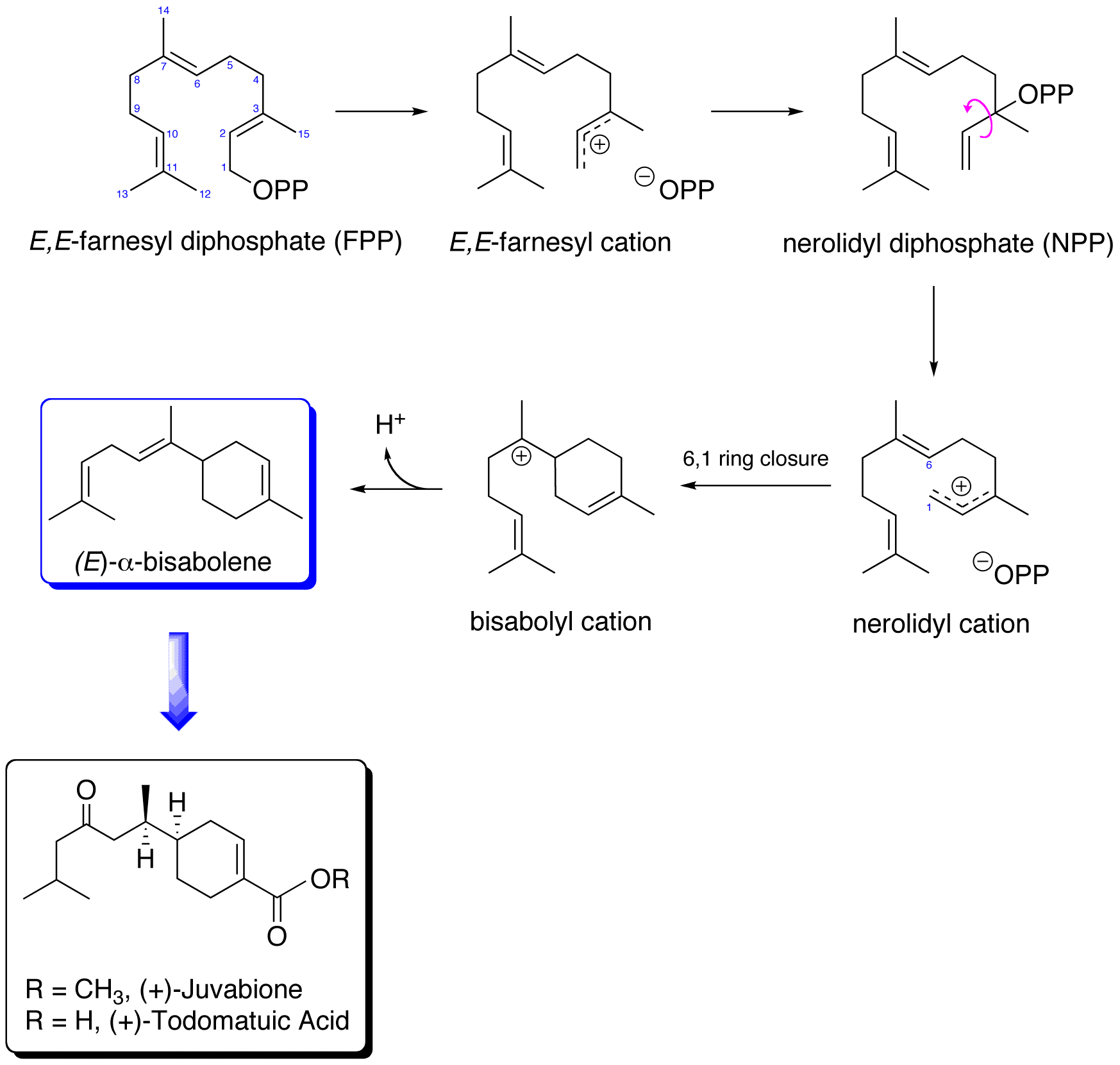